# Zawisza Kurozwęcki
Zawisza z Kurozwęk herbu Poraj (ur. ?, zm. styczeń 1382) – regent Królestwa Polskiego, biskup krakowski, kanclerz koronny, podkanclerzy koronny.

## Życiorys

### Rodzina
Był synem Dobiesława Kurozwęckiego i nieznanej z imienia wnuczki wojewody krakowskiego Piotra Bogorii Skotnickiego, bratem Krzesława, kasztelana sandomierskiego i stryjem kasztelana krakowskiego Mikołaja z Michałowa. Ród, z którego się wywodził, był jednym z najpotężniejszych rodów magnackich w średniowieczu.

### Kapłaństwo
W latach 1352–1353 kanonik sandomierski, w latach 1353–1380 kanonik krakowski, a od 1366 archidiakon. W 1380 roku został mianowany biskupem krakowskim i sprawował ten urząd aż do śmierci w 1382.

### Kariera polityczna
Początki jego kariery politycznej przypadają na okres, w którym sprawował funkcję kustosza wielickiego (1370). Był wiernym stronnikiem dynastii andegaweńskiej i zwolennikiem sukcesji jednej z córek króla Ludwika Węgierskiego po jego śmierci. W latach 1371–1373 pełnił urząd podkanclerzego koronnego. W 1373 roku został mianowany kanclerzem koronnym i piastował to stanowisko do 1379 roku. W 1381 roku stał się vicarius regni poloniae, czyli zastępcą króla polskiego, po opuszczeniu kraju przez Elżbietę Łokietkównę podczas rządów Ludwika Węgierskiego. Otrzymał wtedy prawo do mianowania ważniejszych urzędników Królestwa, co wykorzystywał w walce z opozycją złożoną głównie z możnowładców wielkopolskich.
Zmarł prawdopodobnie 12 stycznia 1382. Niechętny mu Janko z Czarnkowa odnotował w swojej kronice jako przyczynę śmierci biskupa upadek z drabiny podczas nocnej wyprawy do wiejskiej dziewczyny, którą chciał wykorzystać.